# Noksaek-Partei
Die Noksaek-Partei (Koreanisch: 녹색당, Transliteration: Noksaek-dang, auf Deutsch: Grüne Partei) ist eine Partei in Südkorea.

## Geschichte
Am 30. Oktober 2011 wurde ein Vorbereitungskomitee zur Gründung der Grünen Partei in Südkorea gebildet. Da zur Gründung einer Partei in Südkorea mindestens 1000 Mitglieder in fünf Städten von fünf Provinzen nötig sind, versuchte man auf Veranstaltungen am 5. November in Gyeonggi-do (경기도), am 11. November in Seoul (서울특별시), am 17. November in der Stadt Busan (부산광역시), gefolgt von weiteren Veranstaltungen in Chungcheongnam-do (충청남도), in der Stadt Daegu (대구광역시) und auf der Insel Jejudo (제주도) die nötigen Mitglieder zu werben.
Infolgedessen konnten auf fünf Gründungsveranstaltungen (Gyeonggi-do am 5. Februar 2012, Seoul am 12. Februar, Busan am 14. Februar, Daegu am 23. Februar und Chungcheongnam-do am 26. Februar) die notwendigen Mitgliederzahlen generiert werden, sodass am 4. März 2012 die Partei offiziell gegründet werden konnte.
Die Partei trat zu den Parlamentswahl im Jahr 2012 mit drei Kandidaten auf ihrer Parteiliste an und erreichte mit rund 100.000 Stimmen nur einen Stimmenanteil von 0,48 % an den Gesamtstimmen. Damit verfehlte die Partei die notwendigen 3 % der Stimmen, die nötig waren, um nach koreanischem Wahlrecht als Partei nicht wieder gelöscht zu werden.
Nach der Deregistrierung gründete die Partei sich am 13. Oktober 2012 unter dem neuen Namen Noksaek-dang-deohagi (녹색당 더하기) neu. Übersetzt nannte sich die Partei nun Grüne Partei Plus, aber das deohagi (더하기) konnte auch als „Tu mehr“ und Aufforderung an die Wähler verstanden werden.
Am 19. Februar 2014 benannte sich die Partei dann wieder in ihren ursprünglichen Namen Noksaek-dang um. In einer Nachwahl im Jahr 2014 erreichte die Partei schon 1,25 % der Stimmen, scheiterte aber wieder an der 3 % Hürde. In der Parlamentswahl im Jahr 2016 erzielte die Partei 0,76 % der Stimmen.

## Mitgliedschaften
Die Partei ist Mitglied bei den Global Greens und in der Asia Pacific Greens Federation.